# کانی کنته
کانی کنته (انگلیسی: Kani Konté؛ زادهٔ ۱۳ آوریل ۱۹۸۹) بازیکن فوتبال اهل مالی است.
وی همچنین در تیم ملی فوتبال زنان مالی بازی کرده‌است.